# Johann Alexandersen
Johann Alexandersen (* 22. März 1861 in Gammelgab; † 8. Januar 1936 in Sonderburg) war ein Justizrat und Bürgerworthalter in Sonderburg.

## Leben und Wirken
Johann Alexandersen war der Sohn eines gleichnamigen Hofbesitzers (1833–1892) und dessen Ehefrau Anna Maria, geborene Wolf (1839–1877). Vorfahren der Familie lebten seit langer Zeit als Bauern auf Broacker.
Alexandersen besuchte eine Dorfschule und von 1874 bis 1882 das Alte Gymnasium Flensburg. Danach studierte er Rechtswesen an Universitäten in Tübingen, Leipzig und Kiel. Ab 1885 arbeitete er als Referendar und wechselte 1890 auf eine Assessorenstelle. Von 1890 bis 1899 war er als Rechtsanwalt in Leck tätig. Anschließend übernahm er von Justizrat Grimm eine renommierte Praxis in Sonderburg.
Neben der Tätigkeit als Rechtsanwalt engagierte sich Alexandersen im kommunalen Leben von Stadt und Kreis Sonderburg, in dem er schnell zu Bedeutung gelangte. Von 1902 bis 1920 amtierte er als Bürgerworthalter und vertrat Sonderburg im Kreistag. Nachdem Nordschleswig zu Dänemark gekommen war, übernahm er die Wortführung der deutschen Fraktion in der Sonderburger Stadtvertretung. Er engagierte sich im Hauptvorstand des Schleswigschen Wählervereins und im Aufsichtsrat der Sonderburger Zeitung. Ab 1929 gehörte er auch dem Aufsichtsrat der Nordschleswigschen Zeitung an. Darüber hinaus übernahm er den Vorsitz des Deutschen Büchereivereins.
Alexandersen, der auch von der dänischen Bevölkerung geachtet wurde, starb 1936 unverheiratet in Sonderburg. Er hinterließ ein großes Vermögen, das er Stiftungen in Broacker und dem deutschen Bürgerverein in Sonderburg vermachte.